# Ailwyn Fellowes (1er baron Ailwyn)
Pour les articles homonymes, voir Fellowes.
Ailwyn Edward Fellowes, 1er baron Ailwyn (10 novembre 1855 - 23 septembre 1924), est un homme d'affaires britannique, agriculteur et homme politique conservateur. Il est membre du cabinet d'Arthur Balfour comme président du Board of Agriculture entre mars et décembre 1905.

## Jeunesse et éducation
Il est né à Haveringland Hall, Norfolk, le fils cadet d'Edward Fellowes (plus tard baron de Ramsey) et Mary Julia, fille de George Milles (4e baron Sondes). William Fellowes (2e baron de Ramsey), est son frère aîné. Il fait ses études au Collège d'Eton  et à Trinity Hall, Cambridge . Il suit une formation d'avocat, mais n'a jamais obtenu de diplôme, se tournant plutôt vers l'agriculture et la politique. Il hérite de Honingham Hall dans le Norfolk de sa tante en 1887 et consacre une grande partie de son temps à la gérer et à l'améliorer.

## Carrière
Fellowes se présente sans succès à Mid Norfolk en 1885 et North Norfolk en 1886 mais remporte Ramsey en 1887 lors d'une élection partielle à la suite de l'accession de son frère à la pairie. Il exerce des fonctions sous Lord Salisbury en tant que vice-chambellan de la maison entre 1895 et 1900 et sous Salisbury et Arthur Balfour en tant que Lords du Trésor entre 1900 et 1905. En mars 1905, il est admis au Conseil privé et nommé président du Board of Agriculture par Balfour, avec un siège au cabinet, poste qu'il occupe jusqu'à la chute du gouvernement en décembre 1905.
Entre 1917 et 1919, Fellowes est président du Conseil des salaires agricoles et directeur adjoint de la production alimentaire. Outre son implication dans la politique nationale, il est président du conseil du comté de Norfolk à partir de 1920, ayant été conseiller municipal pendant de nombreuses années. Il est nommé lieutenant adjoint de Norfolk en 1909. Il est nommé Chevalier Commandeur de l'Ordre Royal Victorien (KCVO) en 1911 après avoir été vice-président du Royal Agricultural Show du Roi (George V)  et Chevalier Commandeur de l'Ordre de la Empire britannique en 1917. Dans les honneurs d'anniversaire de 1921, il est élevé à la pairie en tant que baron Ailwyn, de Honingham dans le comté de Norfolk.
Il est également directeur du London and North Eastern Railway, de la Norwich Union et de la National Provident Association et vice-président du Great Eastern Railway.

## Famille
Lord Ailwyn épouse Agatha Eleanor Augusta fille de Hedworth Jolliffe (2e baron Hylton), à l'église St Paul, Knightsbridge, Londres, le 9 février 1886. Ils ont quatre fils :
- Ronald Townshend Fellowes, 2e baron Ailwyn (7 décembre 1886-30 août 1936)
- Eric William Edward Fellowes, 3e baron Ailwyn (24 novembre 1887 - 23 mars 1976)
- Hedworth George Ailwyn Fellowes (10 juillet 1891 - 12 mai 1917), tué lors de la Première Guerre mondiale.
- Carol Arthur Fellowes, 4e baron Ailwyn (23 novembre 1896 - 27 septembre 1988)

Lord Ailwyn est décédé à Honingham Hall en septembre 1924, à l'âge de 68 ans, et est enterré dans l'enceinte de l'église locale. Lady Ailwyn est décédée en juillet 1938.